# Доњи Мамићи (Груде)
Доњи Мамићи су насељено мјесто у Босни и Херцеговини у општини Груде које административно припада Федерацији Босне и Херцеговине. Према попису становништва из 1991. у насељу је живјело 1.696 становника.

## Географски положај
Налазе се на висоравни сјевероисточно од Груда на магистралном путу Груде — Широки Бријег.
Засеоци су Вишњица, Медовићи, Лединац, Подлединац, Погана Влака и Борајна.

## Становништво
| Националност       | 1991.          | 1981.          | 1971.          |
| Хрвати             | 1.687 (99,46%) | 1.776 (99,10%) | 2.364 (99,70%) |
| Срби               | 0              | 7 (0,39%)      | 3 (0,12%)      |
| Муслимани          | 0              | 0              | 0              |
| Југословени        | 1 (0,05%)      | 3 (0,16%)      | 0              |
| остали и непознато | 8 (0,47%)      | 6 (0,33%)      | 4 (0,16%)      |
| Укупно             | 1.696          | 1.792          | 2.371          |

## Познате особе
- Милан Бандић, хрватски политичар и градоначелник Загреба